# Asura miltochristina
Asura miltochristina är en fjärilsart som beskrevs av Rothschild 1913. Asura miltochristina ingår i släktet Asura och familjen björnspinnare. Inga underarter finns listade i Catalogue of Life.